# 岱明町
岱明町（たいめいまち）は、熊本県の北西部にあった町。有明海（島原湾）に面し鍋松原海水浴場がある。
町名は、小岱山から『岱』、有明海から『明』の字をそれぞれ採って名付けられた。
2005年10月3日に玉名市・横島町・天水町と新設合併して新市制による玉名市となった。

## 歴史
- 1955年（昭和30年）4月1日 - 大野村・睦合村・高道村・鍋村が合併して岱明村が誕生する。
- 1965年（昭和40年）4月1日 - 町制施行により岱明町となる。
- 2005年（平成17年）10月3日 - 玉名市・横島町・天水町と新設合併し、新市制による玉名市となる。

## 行政

### 歴代村・町長
- 村上健次郎
- 坂田良雄
- 大野金吉
- 坂上続
- 坂野勉
- 本田蕃
- 松倉秀美

### 沿革
- 1956年（昭和31年）4月 - 村庁舎落成
- 1958年（昭和33年） - 鍋保育所落成
- 1960年（昭和35年） - 大野保育所落成
- 1962年（昭和37年） - 睦合保育所落成
- 1965年（昭和40年） - 町制施行
- 1966年（昭和41年） - 中央公民館落成
- 1970年（昭和45年） - 母子健康センター落成、総合グラウンド落成、給食センター落成
- 1973年（昭和48年） - 岱明中学校落成
- 1977年（昭和52年）1月 - 公共下水道工事着手
- 1981年（昭和56年） - 大野小学校移転落成
- 1985年（昭和60年） - 岱明海洋センター落成
- 1986年（昭和61年） - 岱明町役場新庁舎落成
- 1987年（昭和62年） - 大野保育所落成
- 1991年（平成3年） - 岱明町コミュニティセンター落成
- 1992年（平成4年） - 岱明浄水場落成
- 1995年（平成7年） - ふれあい健康センター落成、コミュニティセンター「潮湯」落成
- 1996年（平成8年） - 岱明町民図書館落成
- 1997年（平成9年） - 岱明町物産販売センター「磯の里」落成

## 特産物
- 海産物 - 海苔、アサリ、シャコ（シャク）
- 農産物 - トマト、ミニトマト、キンショウメロン、イチゴ

## 教育
高等学校
- 熊本県立玉名工業高等学校
- 専修大学玉名高等学校（私立）

中学校
- 岱明町立岱明中学校

小学校
- 岱明町立大野小学校
- 岱明町立睦合小学校
- 岱明町立高道小学校
- 岱明町立鍋小学校

## 交通

### 鉄道
- 九州旅客鉄道
  - 鹿児島本線：大野下駅

### 道路
一般国道
- 国道208号
- 国道501号

一般県道
- 熊本県道112号長洲玉名線
- 熊本県道168号大野下停車場西照寺線
- 熊本県道169号大野下停車場線

## 名所・旧跡・観光スポット・祭事・催事
- 大野下の大蘇鉄（国の天然記念物）
- 大野下の奴おどり
- 四十八手観音（下前原）

## 出身有名人
- 前田智徳（プロ野球選手、広島東洋カープ）
- 溝脇隼人（プロ野球選手、中日ドラゴンズ）